# Uruguay en la Copa América 2015
La Selección de Uruguay fue uno de los 12 equipos participantes en la Copa América 2015, torneo que se llevó a cabo entre el 11 de junio y el 4 de julio de 2015 en Chile.
En el sorteo la Selección de Uruguay quedó emparejada en el Grupo B junto con Argentina, Paraguay y Jamaica.

## Preparación
Luego de terminar la Copa Mundial en 2014, comenzó la preparación para la Copa América.
Disputó 8 partidos amistosos, de los cuales ganó 6 y empató 2, uno de los empates se definió por penales debido a que había una copa en juego, Uruguay perdió.

### Partidos amistosos
| Fecha                   | Lugar      |                |                           | Resultado |                       |            |
| ----------------------- | ---------- | -------------- | ------------------------- | --------- | --------------------- | ---------- |
| 5 de septiembre de 2014 | Sapporo    | Japón          | Bandera de Japón          | 0:2       | Bandera de Uruguay    | Uruguay    |
| 8 de septiembre de 2014 | Seoul      | Corea del Sur  | Bandera de Corea del Sur  | 0:1       | Bandera de Uruguay    | Uruguay    |
| 10 de octubre de 2014   | Jeddah     | Arabia Saudita | Bandera de Arabia Saudita | 1:1       | Bandera de Uruguay    | Uruguay    |
| 13 de octubre de 2014   | Muscat     | Omán           | Bandera de Omán           | 0:3       | Bandera de Uruguay    | Uruguay    |
| 13 de noviembre de 2014 | Montevideo | Uruguay        | Bandera de Uruguay        | 3:3       | Bandera de Costa Rica | Costa Rica |
| 18 de noviembre de 2014 | Santiago   | Chile          | Bandera de Chile          | 1:2       | Bandera de Uruguay    | Uruguay    |
| 28 de marzo de 2015     | Agadir     | Marruecos      | Bandera de Marruecos      | 0:1       | Bandera de Uruguay    | Uruguay    |
| 6 de junio de 2015      | Montevideo | Uruguay        | Bandera de Uruguay        | 5:1       | Bandera de Guatemala  | Guatemala  |

## Jugadores
Datos correspondientes a la situación previa al torneo.

## Participación

### Partidos
| Fecha       | Lugar       | Instancia        |           |                      | Resultado |                     |          |
| ----------- | ----------- | ---------------- | --------- | -------------------- | --------- | ------------------- | -------- |
| 13 de junio | Antofagasta | Fase de grupos   | Uruguay   | Bandera de Uruguay   | 1:0 (1:0) | Bandera de Jamaica  | Jamaica  |
| 16 de junio | La Serena   | Fase de grupos   | Argentina | Bandera de Argentina | 1:0 (0:0) | Bandera de Uruguay  | Uruguay  |
| 20 de junio | La Serena   | Fase de grupos   | Uruguay   | Bandera de Uruguay   | 1:1 (1:1) | Bandera de Paraguay | Paraguay |
| 24 de junio | Santiago    | Cuartos de final | Chile     | Bandera de Chile     | 1:0 (0:0) | Bandera de Uruguay  | Uruguay  |

### Primera fase - Grupo B
| Equipo    | Pts | PJ | PG | PE | PP | GF | GC | Dif |
| --------- | --- | -- | -- | -- | -- | -- | -- | --- |
| Argentina | 7   | 3  | 2  | 1  | 0  | 4  | 2  | +2  |
| Paraguay  | 5   | 3  | 1  | 2  | 0  | 4  | 3  | +1  |
| Uruguay   | 4   | 3  | 1  | 1  | 1  | 2  | 2  | 0   |
| Jamaica   | 0   | 3  | 0  | 0  | 3  | 0  | 3  | –3  |

### Fase de grupos

#### Fecha 1
| 13 de junio de 2015, 16:00                | Uruguay       | 1:0 (0:0) | Jamaica | Estadio Calvo y Bascuñán, Antofagasta                 |                                                       |
|                                           | Rodríguez 51' | Reporte   |         | Asistencia: 8653 espectadores Árbitro(s): José Argote | Asistencia: 8653 espectadores Árbitro(s): José Argote |
| Vídeo resumen oficial: Uruguay vs Jamaica |               |           |         |                                                       |                                                       |

| 1          | Guardameta     | Fernando Muslera         |     |
| 2          | Defensa        | José María Giménez       |     |
| 3          | Defensa        | Diego Godín              |     |
| 16         | Defensa        | Maximiliano Pereira      |     |
| 5          | Defensa        | Carlos Sánchez           | 72' |
| 6          | Centrocampista | Álvaro Pereira           |     |
| 7          | Centrocampista | Cristian Rodríguez       | 64' |
| 14         | Centrocampista | Nicolás Lodeiro          | 86' |
| 17         | Centrocampista | Egidio Arévalo Ríos      |     |
| 9          | Delantero      | Diego Rolán              |     |
| 21         | Delantero      | Edinson Cavani           |     |
| Entrenador | Entrenador     | Óscar Washington Tabárez |     |

| 1          | Guardameta     | Duwayne Kerr     |     |
| 3          | Defensa        | Michael Hector   |     |
| 4          | Defensa        | Wes Morgan       |     |
| 19         | Defensa        | Adrian Mariappa  |     |
| 20         | Defensa        | Kemar Lawrence   |     |
| 10         | Defensa        | Jobi McAnuff     |     |
| 17         | Centrocampista | Rodolph Austin   |     |
| 22         | Centrocampista | Garath McCleary  |     |
| 9          | Centrocampista | Giles Barnes     |     |
| 11         | Delantero      | Darren Mattocks  | 75' |
| 18         | Delantero      | Simon Dawkins    | 54' |
| Entrenador | Entrenador     | Winfried Schäfer |     |

| 10 | Centrocampista | Giorgian De Arrascaeta | 64' |
| 11 | Delantero      | Christian Stuani       | 72' |
| 20 | Centrocampista | Álvaro González        | 86' |

| 5 | Centrocampista | Lance Laing   | 54' |
| 6 | Delantero      | Deshorn Brown | 75' |

| Anotado | 51' | Cristian Rodríguez | 1 - 0 |

| Amonestado | 59' | José María Giménez |  |
| Amonestado | 84' | Diego Godín        |  |

| Amonestado | 27' | Jobi McAnuff |  |

| Árbitro             | José Argote  |
| Árbitros asistentes | Jorge Urrego |
| Árbitros asistentes | Jairo Romero |
| Cuarto Árbitro      | Jorge Osorio |

| 1          | Guardameta     | Fernando Muslera         |     |
| 2          | Defensa        | José María Giménez       |     |
| 3          | Defensa        | Diego Godín              |     |
| 16         | Defensa        | Maximiliano Pereira      |     |
| 5          | Defensa        | Carlos Sánchez           | 72' |
| 6          | Centrocampista | Álvaro Pereira           |     |
| 7          | Centrocampista | Cristian Rodríguez       | 64' |
| 14         | Centrocampista | Nicolás Lodeiro          | 86' |
| 17         | Centrocampista | Egidio Arévalo Ríos      |     |
| 9          | Delantero      | Diego Rolán              |     |
| 21         | Delantero      | Edinson Cavani           |     |
| Entrenador | Entrenador     | Óscar Washington Tabárez |     |

| 1          | Guardameta     | Duwayne Kerr     |     |
| 3          | Defensa        | Michael Hector   |     |
| 4          | Defensa        | Wes Morgan       |     |
| 19         | Defensa        | Adrian Mariappa  |     |
| 20         | Defensa        | Kemar Lawrence   |     |
| 10         | Defensa        | Jobi McAnuff     |     |
| 17         | Centrocampista | Rodolph Austin   |     |
| 22         | Centrocampista | Garath McCleary  |     |
| 9          | Centrocampista | Giles Barnes     |     |
| 11         | Delantero      | Darren Mattocks  | 75' |
| 18         | Delantero      | Simon Dawkins    | 54' |
| Entrenador | Entrenador     | Winfried Schäfer |     |

| 10 | Centrocampista | Giorgian De Arrascaeta | 64' |
| 11 | Delantero      | Christian Stuani       | 72' |
| 20 | Centrocampista | Álvaro González        | 86' |

| 5 | Centrocampista | Lance Laing   | 54' |
| 6 | Delantero      | Deshorn Brown | 75' |

| Anotado | 51' | Cristian Rodríguez | 1 - 0 |

| Amonestado | 59' | José María Giménez |  |
| Amonestado | 84' | Diego Godín        |  |

| Amonestado | 27' | Jobi McAnuff |  |

| Árbitro             | José Argote  |
| Árbitros asistentes | Jorge Urrego |
| Árbitros asistentes | Jairo Romero |
| Cuarto Árbitro      | Jorge Osorio |

#### Fecha 2
| 16 de junio de 2015, 20:30                  | Argentina  | 1:0 (0:0) | Uruguay | Estadio La Portada, La Serena                            |                                                          |
|                                             | Agüero 56' | Reporte   |         | Asistencia: 18 243 espectadores Árbitro(s): Sandro Ricci | Asistencia: 18 243 espectadores Árbitro(s): Sandro Ricci |
| Vídeo resumen oficial: Argentina vs Uruguay |            |           |         |                                                          |                                                          |

| 1          | Guardameta     | Sergio Romero     |     |
| 2          | Defensa        | Ezequiel Garay    |     |
| 4          | Defensa        | Pablo Zabaleta    |     |
| 16         | Defensa        | Marcos Rojo       |     |
| 17         | Defensa        | Nicolás Otamendi  |     |
| 6          | Centrocampista | Lucas Biglia      |     |
| 7          | Centrocampista | Ángel Di María    | 88' |
| 14         | Centrocampista | Javier Mascherano |     |
| 21         | Centrocampista | Javier Pastore    | 74' |
| 10         | Centrocampista | Lionel Messi      |     |
| 11         | Delantero      | Sergio Agüero     | 81' |
| Entrenador | Entrenador     | Gerardo Martino   |     |

| 1          | Guardameta     | Fernando Muslera         |     |
| 2          | Defensa        | José María Giménez       |     |
| 3          | Defensa        | Diego Godín              |     |
| 16         | Defensa        | Maximiliano Pereira      |     |
| 6          | Defensa        | Álvaro Pereira           |     |
| 7          | Centrocampista | Cristian Rodríguez       | 63' |
| 14         | Centrocampista | Nicolás Lodeiro          | 69' |
| 17         | Centrocampista | Egidio Arévalo Ríos      |     |
| 20         | Centrocampista | Álvaro González          |     |
| 9          | Centrocampista | Diego Rolán              |     |
| 21         | Delantero      | Edinson Cavani           |     |
| Entrenador | Entrenador     | Óscar Washington Tabárez |     |

| 19 | Centrocampista | Éver Banega     | 74' |
| 18 | Delantero      | Carlos Tévez    | 81' |
| 8  | Centrocampista | Roberto Pereyra | 88' |

| 5 | Centrocampista | Carlos Sánchez | 63' |
| 8 | Delantero      | Abel Hernández | 69' |

| Anotado | 55' | Sergio Agüero | 1 - 0 |

| Amonestado | 45' | Javier Mascherano |  |
| Amonestado | 71' | Marcos Rojo       |  |
| Amonestado | 84' | Sergio Romero     |  |

| Amonestado | 30' | Nicolás Lodeiro |  |
| Amonestado | 65' | Diego Godín     |  |
| Amonestado | 85' | Álvaro Pereira  |  |

| Árbitro             | Sandro Ricci        |
| Árbitros asistentes | Emerson de Carvalho |
| Árbitros asistentes | Fabio Pereira       |
| Cuarto Árbitro      | Julio Bascuñán      |

| 1          | Guardameta     | Sergio Romero     |     |
| 2          | Defensa        | Ezequiel Garay    |     |
| 4          | Defensa        | Pablo Zabaleta    |     |
| 16         | Defensa        | Marcos Rojo       |     |
| 17         | Defensa        | Nicolás Otamendi  |     |
| 6          | Centrocampista | Lucas Biglia      |     |
| 7          | Centrocampista | Ángel Di María    | 88' |
| 14         | Centrocampista | Javier Mascherano |     |
| 21         | Centrocampista | Javier Pastore    | 74' |
| 10         | Centrocampista | Lionel Messi      |     |
| 11         | Delantero      | Sergio Agüero     | 81' |
| Entrenador | Entrenador     | Gerardo Martino   |     |

| 1          | Guardameta     | Fernando Muslera         |     |
| 2          | Defensa        | José María Giménez       |     |
| 3          | Defensa        | Diego Godín              |     |
| 16         | Defensa        | Maximiliano Pereira      |     |
| 6          | Defensa        | Álvaro Pereira           |     |
| 7          | Centrocampista | Cristian Rodríguez       | 63' |
| 14         | Centrocampista | Nicolás Lodeiro          | 69' |
| 17         | Centrocampista | Egidio Arévalo Ríos      |     |
| 20         | Centrocampista | Álvaro González          |     |
| 9          | Centrocampista | Diego Rolán              |     |
| 21         | Delantero      | Edinson Cavani           |     |
| Entrenador | Entrenador     | Óscar Washington Tabárez |     |

| 19 | Centrocampista | Éver Banega     | 74' |
| 18 | Delantero      | Carlos Tévez    | 81' |
| 8  | Centrocampista | Roberto Pereyra | 88' |

| 5 | Centrocampista | Carlos Sánchez | 63' |
| 8 | Delantero      | Abel Hernández | 69' |

| Anotado | 55' | Sergio Agüero | 1 - 0 |

| Amonestado | 45' | Javier Mascherano |  |
| Amonestado | 71' | Marcos Rojo       |  |
| Amonestado | 84' | Sergio Romero     |  |

| Amonestado | 30' | Nicolás Lodeiro |  |
| Amonestado | 65' | Diego Godín     |  |
| Amonestado | 85' | Álvaro Pereira  |  |

| Árbitro             | Sandro Ricci        |
| Árbitros asistentes | Emerson de Carvalho |
| Árbitros asistentes | Fabio Pereira       |
| Cuarto Árbitro      | Julio Bascuñán      |

#### Fecha 3
| 20 de junio de 2015, 16:00                 | Uruguay     | 1:1 (1:1) | Paraguay    | Estadio La Portada, La Serena                              |                                                            |
|                                            | Giménez 28' | Reporte   | Barrios 44' | Asistencia: 16 021 espectadores Árbitro(s): Roberto García | Asistencia: 16 021 espectadores Árbitro(s): Roberto García |
| Vídeo resumen oficial: Uruguay vs Paraguay |             |           |             |                                                            |                                                            |

| 1          | Guardameta     | Fernando Muslera         |     |
| 2          | Defensa        | José María Giménez       |     |
| 19         | Defensa        | Sebastián Coates         |     |
| 16         | Defensa        | Maximiliano Pereira      |     |
| 5          | Defensa        | Carlos Sánchez           | 66' |
| 6          | Centrocampista | Álvaro Pereira           |     |
| 8          | Centrocampista | Abel Hernández           | 46' |
| 17         | Centrocampista | Egidio Arévalo Ríos      |     |
| 20         | Centrocampista | Álvaro González          |     |
| 9          | Delantero      | Diego Rolán              |     |
| 21         | Delantero      | Edinson Cavani           |     |
| Entrenador | Entrenador     | Óscar Washington Tabárez |     |

| 1          | Guardameta     | Justo Villar        |     |
| 2          | Defensa        | Iván Piris          |     |
| 3          | Defensa        | Marcos Cáceres      |     |
| 5          | Defensa        | Bruno Valdez        |     |
| 14         | Defensa        | Paulo Da Silva      |     |
| 20         | Centrocampista | Néstor Ortigoza     | 64' |
| 16         | Centrocampista | Osmar Molinas       |     |
| 7          | Centrocampista | Raúl Bobadilla      | 67' |
| 8          | Centrocampista | Lucas Barrios       | 71' |
| 18         | Delantero      | Nelson Haedo Valdez |     |
| 11         | Delantero      | Edgar Benítez       |     |
| Entrenador | Entrenador     | Ramón Díaz          |     |

| 11 | Delantero      | Christian Stuani   | 46' |
| 7  | Centrocampista | Cristian Rodríguez | 66' |

| 13 | Centrocampista | Richard Ortiz    | 64' |
| 10 | Delantero      | Derlis González  | 67' |
| 9  | Delantero      | Roque Santa Cruz | 71' |

| Anotado | 28' | José María Giménez | 1 - 0 |

| Anotado | 44' | Lucas Barrios | 1 - 1 |

| Amonestado | 5'  | Abel Hernández   |  |
| Amonestado | 71' | Sebastián Coates |  |
| Amonestado | 73' | Álvaro Pereira   |  |

| Amonestado | 9'  | Néstor Ortigoza |  |
| Amonestado | 68' | Richard Ortíz   |  |
| Amonestado | 80' | Osmar Molinas   |  |

| Árbitro             | Roberto García    |
| Árbitros asistentes | José Luis Camargo |
| Árbitros asistentes | Marvin Torrentera |
| Cuarto Árbitro      | Enrique Osses     |

| 1          | Guardameta     | Fernando Muslera         |     |
| 2          | Defensa        | José María Giménez       |     |
| 19         | Defensa        | Sebastián Coates         |     |
| 16         | Defensa        | Maximiliano Pereira      |     |
| 5          | Defensa        | Carlos Sánchez           | 66' |
| 6          | Centrocampista | Álvaro Pereira           |     |
| 8          | Centrocampista | Abel Hernández           | 46' |
| 17         | Centrocampista | Egidio Arévalo Ríos      |     |
| 20         | Centrocampista | Álvaro González          |     |
| 9          | Delantero      | Diego Rolán              |     |
| 21         | Delantero      | Edinson Cavani           |     |
| Entrenador | Entrenador     | Óscar Washington Tabárez |     |

| 1          | Guardameta     | Justo Villar        |     |
| 2          | Defensa        | Iván Piris          |     |
| 3          | Defensa        | Marcos Cáceres      |     |
| 5          | Defensa        | Bruno Valdez        |     |
| 14         | Defensa        | Paulo Da Silva      |     |
| 20         | Centrocampista | Néstor Ortigoza     | 64' |
| 16         | Centrocampista | Osmar Molinas       |     |
| 7          | Centrocampista | Raúl Bobadilla      | 67' |
| 8          | Centrocampista | Lucas Barrios       | 71' |
| 18         | Delantero      | Nelson Haedo Valdez |     |
| 11         | Delantero      | Edgar Benítez       |     |
| Entrenador | Entrenador     | Ramón Díaz          |     |

| 11 | Delantero      | Christian Stuani   | 46' |
| 7  | Centrocampista | Cristian Rodríguez | 66' |

| 13 | Centrocampista | Richard Ortiz    | 64' |
| 10 | Delantero      | Derlis González  | 67' |
| 9  | Delantero      | Roque Santa Cruz | 71' |

| Anotado | 28' | José María Giménez | 1 - 0 |

| Anotado | 44' | Lucas Barrios | 1 - 1 |

| Amonestado | 5'  | Abel Hernández   |  |
| Amonestado | 71' | Sebastián Coates |  |
| Amonestado | 73' | Álvaro Pereira   |  |

| Amonestado | 9'  | Néstor Ortigoza |  |
| Amonestado | 68' | Richard Ortíz   |  |
| Amonestado | 80' | Osmar Molinas   |  |

| Árbitro             | Roberto García    |
| Árbitros asistentes | José Luis Camargo |
| Árbitros asistentes | Marvin Torrentera |
| Cuarto Árbitro      | Enrique Osses     |

### Fase final

#### Cuartos de final
En los Cuartos de final de la Copa América 2015, Uruguay cae por la cuenta mínima ante la selección local de Chile en Santiago de Chile y queda eliminado y no logra revalidar su título obtenido en la edición anterior del certamen jugada en Argentina con la polémica expulsión de Edinson Cavani tras una provocación del defensa chileno Gonzalo Jara, por lo cual fue posteriormente sancionado y la expulsión de Jorge Fucile por doble tarjeta amarilla tras una falta al delantero Alexis Sánchez y fue calificada como una eliminación polémica de la Copa América.
| 24 de junio de 2015, 20:30 | Chile    | 1:0 (0:0) | Uruguay | Estadio Nacional, Santiago                               |                                                          |
|                            | Isla 80' | Reporte   |         | Asistencia: 45 304 espectadores Árbitro(s): Sandro Ricci | Asistencia: 45 304 espectadores Árbitro(s): Sandro Ricci |

| 1          | Guardameta     | Claudio Bravo    |     |
| 17         | Defensa        | Gary Medel       |     |
| 18         | Defensa        | Gonzalo Jara     |     |
| 4          | Defensa        | Mauricio Isla    |     |
| 2          | Defensa        | Eugenio Mena     |     |
| 20         | Centrocampista | Charles Aránguiz |     |
| 21         | Centrocampista | Marcelo Díaz     | 71' |
| 8          | Centrocampista | Arturo Vidal     |     |
| 10         | Centrocampista | Jorge Valdivia   | 84' |
| 11         | Delantero      | Eduardo Vargas   | 70' |
| 7          | Delantero      | Alexis Sánchez   |     |
| Entrenador | Entrenador     | Jorge Sampaoli   |     |

| 1          | Guardameta     | Fernando Muslera         |     |
| 2          | Defensa        | José María Giménez       |     |
| 3          | Defensa        | Diego Godín              |     |
| 16         | Defensa        | Maximiliano Pereira      |     |
| 4          | Defensa        | Jorge Fucile             |     |
| 5          | Centrocampista | Carlos Sánchez           | 85' |
| 7          | Centrocampista | Cristian Rodríguez       |     |
| 17         | Centrocampista | Egidio Arévalo Ríos      |     |
| 20         | Centrocampista | Álvaro González          |     |
| 9          | Delantero      | Diego Rolán              | 57' |
| 21         | Delantero      | Edinson Cavani           |     |
| Entrenador | Entrenador     | Óscar Washington Tabárez |     |

| 9  | Delantero      | Mauricio Pinilla | 70' |
| 14 | Centrocampista | Matías Fernández | 71' |
| 16 | Centrocampista | David Pizarro    | 84' |

| 8  | Delantero | Abel Hernández     | 57' |
| 22 | Delantero | Jonathan Rodríguez | 85' |

| Anotado | 80' | Mauricio Isla | 1 - 0 |

| Amonestado | 18' | Jorge Valdivia   |  |
| Amonestado | 43' | Mauricio Isla    |  |
| Amonestado | 84' | Mauricio Pinilla |  |

| Amonestado | 29' | Edinson Cavani      |  |
| Amonestado | 40' | Jorge Fucile        |  |
| Amonestado | 67' | Maximiliano Pereira |  |

| Otorgado · Expulsado | 63' | Edinson Cavani |  |
| Otorgado · Expulsado | 87' | Jorge Fucile   |  |

| Árbitro             | Sandro Ricci        |
| Árbitros asistentes | Emerson de Carvalho |
| Árbitros asistentes | Fabio Pereira       |
| Cuarto Árbitro      | Carlos Vera         |

| 1          | Guardameta     | Claudio Bravo    |     |
| 17         | Defensa        | Gary Medel       |     |
| 18         | Defensa        | Gonzalo Jara     |     |
| 4          | Defensa        | Mauricio Isla    |     |
| 2          | Defensa        | Eugenio Mena     |     |
| 20         | Centrocampista | Charles Aránguiz |     |
| 21         | Centrocampista | Marcelo Díaz     | 71' |
| 8          | Centrocampista | Arturo Vidal     |     |
| 10         | Centrocampista | Jorge Valdivia   | 84' |
| 11         | Delantero      | Eduardo Vargas   | 70' |
| 7          | Delantero      | Alexis Sánchez   |     |
| Entrenador | Entrenador     | Jorge Sampaoli   |     |

| 1          | Guardameta     | Fernando Muslera         |     |
| 2          | Defensa        | José María Giménez       |     |
| 3          | Defensa        | Diego Godín              |     |
| 16         | Defensa        | Maximiliano Pereira      |     |
| 4          | Defensa        | Jorge Fucile             |     |
| 5          | Centrocampista | Carlos Sánchez           | 85' |
| 7          | Centrocampista | Cristian Rodríguez       |     |
| 17         | Centrocampista | Egidio Arévalo Ríos      |     |
| 20         | Centrocampista | Álvaro González          |     |
| 9          | Delantero      | Diego Rolán              | 57' |
| 21         | Delantero      | Edinson Cavani           |     |
| Entrenador | Entrenador     | Óscar Washington Tabárez |     |

| 9  | Delantero      | Mauricio Pinilla | 70' |
| 14 | Centrocampista | Matías Fernández | 71' |
| 16 | Centrocampista | David Pizarro    | 84' |

| 8  | Delantero | Abel Hernández     | 57' |
| 22 | Delantero | Jonathan Rodríguez | 85' |

| Anotado | 80' | Mauricio Isla | 1 - 0 |

| Amonestado | 18' | Jorge Valdivia   |  |
| Amonestado | 43' | Mauricio Isla    |  |
| Amonestado | 84' | Mauricio Pinilla |  |

| Amonestado | 29' | Edinson Cavani      |  |
| Amonestado | 40' | Jorge Fucile        |  |
| Amonestado | 67' | Maximiliano Pereira |  |

| Otorgado · Expulsado | 63' | Edinson Cavani |  |
| Otorgado · Expulsado | 87' | Jorge Fucile   |  |

| Árbitro             | Sandro Ricci        |
| Árbitros asistentes | Emerson de Carvalho |
| Árbitros asistentes | Fabio Pereira       |
| Cuarto Árbitro      | Carlos Vera         |

## Estadísticas

### Generales
| Pts | PJ | PG | PE | PP | GF | GC | Dif | Resultado        |
| --- | -- | -- | -- | -- | -- | -- | --- | ---------------- |
| 4   | 4  | 1  | 1  | 2  | 2  | 3  | -1  | Cuartos de final |

### Goleadores
| Jugador            | Goles | Jugada | Cabeza | T. libre | Penal |
| ------------------ | ----- | ------ | ------ | -------- | ----- |
| José María Giménez | 1     | 0      | 1      | 0        | 0     |
| Cristian Rodríguez | 1     | 1      | 0      | 0        | 0     |

### Asistencias
| Jugador            | Asistencias |
| José María Giménez | 1           |
| Carlos Sánchez     | 1           |
| ------------------ | ----------- |

### Participación de jugadores
| #  | Pos        | Jugador          | PJ | Minutos Jugados | Goles recibidos | Arco en cero | Tarjetas Amarillas | Doble Tarjeta Amarilla y Roja | Tarjetas Rojas |
| -- | ---------- | ---------------- | -- | --------------- | --------------- | ------------ | ------------------ | ----------------------------- | -------------- |
| 1  | Guardameta | Fernando Muslera | 4  | 360             | 3               | 1            | 0                  | 0                             | 0              |
| 12 | Guardameta | Martín Silva     | 0  | 0               | 0               | 0            | 0                  | 0                             | 0              |
| 23 | Guardameta | Rodrigo Muñoz    | 0  | 0               | 0               | 0            | 0                  | 0                             | 0              |

| #  | Pos            | Jugador                | PJ | Minutos Jugados | Goles | Asistencias | Tarjetas Amarillas | Doble Tarjeta Amarilla y Roja | Tarjetas Rojas |
| -- | -------------- | ---------------------- | -- | --------------- | ----- | ----------- | ------------------ | ----------------------------- | -------------- |
| 2  | Defensa        | José María Giménez     | 4  | 360             | 1     | 1           | 1                  | 0                             | 0              |
| 3  | Defensa        | Diego Godín            | 3  | 270             | 0     | 0           | 2                  | 0                             | 0              |
| 4  | Defensa        | Jorge Fucile           | 1  | 88              | 0     | 0           | 1                  | 1                             | 0              |
| 5  | Centrocampista | Carlos Sánchez         | 4  | 251             | 0     | 1           | 0                  | 0                             | 0              |
| 6  | Centrocampista | Álvaro Pereira         | 3  | 270             | 0     | 0           | 2                  | 0                             | 0              |
| 7  | Centrocampista | Cristian Rodríguez     | 4  | 241             | 1     | 0           | 0                  | 0                             | 0              |
| 8  | Delantero      | Abel Hernández         | 3  | 99              | 0     | 0           | 1                  | 0                             | 0              |
| 9  | Delantero      | Diego Rolán            | 4  | 328             | 0     | 0           | 0                  | 0                             | 0              |
| 10 | Centrocampista | Giorgian De Arrascaeta | 1  | 26              | 0     | 0           | 0                  | 0                             | 0              |
| 11 | Delantero      | Christian Stuani       | 2  | 61              | 0     | 0           | 0                  | 0                             | 0              |
| 13 | Defensa        | Gastón Silva           | 0  | 0               | 0     | 0           | 0                  | 0                             | 0              |
| 14 | Centrocampista | Nicolás Lodeiro        | 2  | 155             | 0     | 0           | 1                  | 0                             | 0              |
| 15 | Centrocampista | Guzmán Pereira         | 0  | 0               | 0     | 0           | 0                  | 0                             | 0              |
| 16 | Defensa        | Maximiliano Pereira    | 4  | 360             | 0     | 0           | 1                  | 0                             | 0              |
| 17 | Centrocampista | Egidio Arévalo Ríos    | 4  | 360             | 0     | 0           | 0                  | 0                             | 0              |
| 18 | Defensa        | Mathías Corujo         | 0  | 0               | 0     | 0           | 0                  | 0                             | 0              |
| 19 | Defensa        | Sebastián Coates       | 1  | 90              | 0     | 0           | 1                  | 0                             | 0              |
| 20 | Centrocampista | Álvaro González        | 4  | 274             | 0     | 0           | 0                  | 0                             | 0              |
| 21 | Delantero      | Edinson Cavani         | 4  | 333             | 0     | 0           | 1                  | 1                             | 0              |
| 22 | Delantero      | Jonathan Rodríguez     | 1  | 5               | 0     | 0           | 0                  | 0                             | 0              |